# Complejo Comondú
El complejo Comondú o Cultura Comondú es un patrón arqueológico fechado para el período cenolítico superior en el centro de la península de California. Esto corresponde al noroeste de Baja California Sur y el sur de Baja California (México). Se cree que este complejo pueda estar relacionado con los pueblos cochimíes que habitaron la región antes de su extinción en el siglo XIX. 
La cultura comondú es una de las tres zonas culturales que se han distinguido y examinado arqueológicamente a través de los restos óseos de unos 100 individuos distribuidos en los museos del mundo, así de la región norte, habitada por los yumanos, -cultura Yumana- la región central o del desierto central –cultura comondú- y la región sur o del cabo -cultura de las Palmas-. 
En la cultura Yumana, la encontramos al norte y sur de la actual frontera de California EUA y Baja California México podemos encontrar a las tribus de kumiai, kiliwas, pai pai, y cucapás; la cultura comondú, abarcaba desde el sur de Comondú en el paralelo 26° hasta el 28°55´ latitud norte la cual comprende de manera general el desierto central de la península  y la cultura las Palmas en la región del extremo sur de la península, o en la zona de los cabos.
El complejo fue definido con base en investigaciones arqueológicas en abrigos montañosos cerca de San José de Comondú, realizados por el arqueólogo William C. Massey, a principios de la década de 1940. Ha sido documentado también en sitios que van de la Sierra de la Giganta (al poniente de Loreto) en el sur, hasta la Bahía de los Ángeles en el norte. 
Una característica clave del Complejo Comondú es la presencia de dos tipos de puntas de proyectil llamadas Comondú Triangular y Comondú Aserrada. Estos instrumentos líticos están asociados a la introducción del arco y la flecha en fechas muy tempranas. Arcos y flechas fueron sustituidas gradualmente por el átlatl o lanza dardos, que fue una de las armas de cacería más empleadas por pericúes, guaicuras y cochimíes. Posteriormente, los habitantes del centro de Baja California desarrollaron instrumentos de procesamiento de granos, como metates y metlapiles hechos de piedra volcánica. A ellos habría que sumar artículos diversos como pipas de piedra, canastas y tejidos sencillo. Las investigaciones más recientes realizadas por Harumi Fujita han encontrado que el Estilo Gran Mural de la Sierra de San Francisco y de la Sierra de Guadalupe está relacionado con el complejo Comondú. 